# جيم كارجان
جيم بول كارجان (بالتركية:ˈdʒem kaɾaˈdʒan) ولد في 21 فبراير 1989، لاعب  كرة قدم تركي محترف يلعب في خط الوسط مع نادي بولتون وانددررز.
 قبل انتقاله إلى بولتون لعب للنادي التركي غلطة سراي
وريدينج، فضلا عن نوبات القروض المختلفة. وقد لعب على الصعيد الدولي لفريق الشباب التركي،                                                                                                                                          

## النشأة
كارجان ولد في كاتفورد في لندن، لوالد تركي وأم انجليزية. بين السن السابعة والرابعة عشر لعب لصالح نادي ويمبلدون ثم غادرهم بعد انتقالهم إلى ميلتون كينز.

## الأندية

### غلطة سراي
في 8 يوليو 2015، كارجان انظم لنادي غلطة سراي التركي.

## روابط خارجية
- جيم كارجان على موقع الاتحاد الدولي (مؤرشف)  (الإنجليزية)
- جيم كارجان على موقع الاتحاد الأوربي (الإنجليزية)
- جيم كارجان على موقع اتحاد تركيا (لاعب) (الإنجليزية)
- جيم كارجان على موقع قاعدة بيانات كرة القدم.إي يو (الإنجليزية)
- جيم كارجان على موقع Soccerbase.com (لاعب) (الإنجليزية)
- جيم كارجان على موقع Soccerway.com (الإنجليزية)
- جيم كارجان على موقع عالم كرة القدم.نت (الإنجليزية)
- جيم كارجان على موقع AS.com (الإسبانية)